# Specjacja sympatryczna
Specjacja sympatryczna – rodzaj specjacji, czyli powstawania nowych gatunków opisywany w teorii ewolucji, różniący się znacząco od specjacji allopatrycznej. Populacje poddane specjacji sympatrycznej nie są rozdzielone geograficznie i dzielą ten sam obszar występowania. Różnica powstaje na skutek mutacji np. zwiększenia liczby chromosomów, która utrudnia krzyżowanie się organizmów. Przez jakiś czas krzyżowanie z istniejącą już populacją jest możliwe, ale z czasem staje się coraz trudniejsze, prowadząc do powstania nowego gatunku.

## Przyczyny

### Prezygotyczne
Przyczyny prezygotyczne uniemożliwiają przeprowadzenie procesu zapłodnienia.

Izolacja anatomiczna – brak dopasowania narządów płciowych u poszczególnych przedstawicieli danego gatunku, wynika najczęściej z różnicy wielkości poszczególnych ras.

Izolacja etiologiczna – niedopuszczanie do siebie osobników o określonych cechach podczas okresu godowego, wynika z różnych preferencji rozrodczych poszczególnych przedstawicieli danego gatunku.

Izolacja sezonowa – różnorodność terminów, w których poszczególne osobniki z danego gatunku przechodzą okres godowy.

Izolacja siedliskowa – zajmowanie różnych siedlisk przez danych przedstawicieli gatunku.

### Postzygotyczne
Przyczyny postzygotyczne uniemożliwiają prawidłowe rozwinięcie się zarodka. Wynika to z faktu, że różne allele genów, które posiadają poszczególne osobniki z jednego gatunku, skrzyżowane ze sobą powodują ujawnianie się mutacji, w wyniku której zygota nie przeżywa.

## Wątpliwości
Debata nad specjacją sympatryczną rozpoczęła się już u zarania powszechnej dyskusji o teorii ewolucji, budząc duże wątpliwości. Przed rokiem 1980 teoria dotycząca powstawania gatunków w ten sposób budziła duże wątpliwości ze względu na brak dowodów empirycznych. Dla przykładu uznany biolog ewolucyjny Ernst Mayr odrzucał ideę specjacji sympatrycznej. Jednak w latach 80. pojawiły się pewne dowody, który znacznie poprawiły nastawienie do tego mechanizmu ewolucji. Sama teoria została uzupełniona o podstawy oparte na współczesnej genetyce.

## Potwierdzenie teorii
Zaproponowano szereg modeli mających opisywać specjację sympatryczną. W roku 1962 John Maynard Smith zaproponował teorię, według której w pewnych okolicznościach allele homozygotyczne mogą dawać większe szanse przetrwania niż heterozygotyczne, co może prowadzić do specjacji w obliczu selekcji naturalnej.
W roku 1983 pojawiły się pierwsze badania empiryczne potwierdzające teorię specjacji sympatrycznej. Macnair udokumentował powstanie bariery reprodukcyjnej u kroplika żółtego (Mimulus guttatus) pod wpływem naturalnej selekcji na tolerancję wysokiego stężenia jonów miedzi w glebie. Plejotropowym efektem odporności na miedź jest bardzo niska żywotność hybryd pomiędzy rasą odporną a typem dzikim.
W roku 1988 opublikowane zostały w Nature artykuły opisujące specjację sympatryczną nasionnicy jabłoniowej (Rhagoletis pomonella). Nasionnica naturalnie występuje na terenie Ameryki Północnej jako pasożyt głogu. Po wprowadzeniu upraw drzew owocowych przez osadników, niektóre nasionnice zaczęły atakować najpierw jabłonie, a z czasem również grusze, wiśnie i róże. Obecnie specjalizacja ta jest na tyle posunięta, że występuje częściowa bariera reprodukcyjna pomiędzy tymi formami.
Eksperymentalnie specjację sympatryczną stwierdzano najczęściej u roślin, kiedy zachodziło podwojenie lub potrojenie liczby chromosomów.